# Dominique Aegerter
Dominique Aegerter   (Rohrbach, 30 de setembre de 1990) és un pilot de motociclisme suís que va guanyar la Copa del món de MotoE del 2022 i dos Campionats del Món de Supersport (2021-2022).

## Carrera esportiva
El 2021, durant la darrera cursa de la temporada de la Copa del Món de MotoE, Aegerter es va veure privat del títol i, per tant, d'aconseguir un doblet a la mateixa temporada en què ja havia guanyat el mundial de Supersport. De fet, va guanyar la cursa però es va veure penalitzat amb 38 segons per haver obstaculitzat el seu rival al títol, el català Jordi Torres. Aquest darrer, doncs, va conservar el títol que ja havia guanyat l'any anterior.
El 2022, durant el Campionat del Món de Supersport, Aegerter va caure durant la cursa 1 al circuit Most (República Txeca); va fingir una lesió greu a l'escapatòria i no es va moure per tal de provocar una bandera vermella i una nova sortida i poder tornar a provar sort. Els comissaris van jutjar el seu comportament antiesportiu i va ser exclòs de la cursa 2. Aquesta simulació va provocar un cert enrenou al pàdoc. Malgrat tot, el suís va acabar revalidant el seu títol de l'any anterior i, aquest cop sí, aconseguint un doblet.
El 29 de setembre de 2022 va ser anunciat oficialment com a pilot de l'equip satèl·lit de Yamaha GYTR GMT al Campionat del Món de Superbike per a la temporada del 2023, on va acabar en vuitè lloc final.

## Resultats al Mundial de motociclisme
Barem de puntuació de 1993 ençà:
| Posició | 1  | 2  | 3  | 4  | 5  | 6  | 7 | 8 | 9 | 10 | 11 | 12 | 13 | 14 | 15 |
| Punts   | 25 | 20 | 16 | 13 | 11 | 10 | 9 | 8 | 7 | 6  | 5  | 4  | 3  | 2  | 1  |

(Ids. Grans Premis | Llegenda) (Curses en negreta indiquen pole; curses en  itàlica indiquen volta ràpida)
| Any  | Categoria | Moto      | 1       | 2      | 3      | 4      | 5       | 6       | 7       | 8        | 9       | 10      | 11     | 12     | 13      | 14      | 15      | 16      | 17      | 18     | 19     | Pos | Pts  |
| ---- | --------- | --------- | ------- | ------ | ------ | ------ | ------- | ------- | ------- | -------- | ------- | ------- | ------ | ------ | ------- | ------- | ------- | ------- | ------- | ------ | ------ | --- | ---- |
| 2006 | 125cc     | Aprilia   | ESP     | QAT    | TUR    | CHN    | FRA     | ITA     | CAT     | NED      | GBR     | GER     | CZE    | MAL    | AUS     | JPN     | POR 26  | VAL 29  |         |        |        | NC  | 0    |
| 2007 | 125cc     | Aprilia   | QAT 20  | ESP 19 | TUR 24 | CHN 21 | FRA 20  | ITA 15  | CAT 15  | GBR Ret  | NED 28  | GER 21  | CZE 29 | SM 23  | POR Ret | JPN 11  | AUS 19  | MAL Ret | VAL 18  |        |        | 23è | 7    |
| 2008 | 125cc     | Derbi     | QAT 17  | ESP 8  | POR 12 | CHN 17 | FRA 23  | ITA 24  | CAT 12  | GBR 19   | NED 16  | GER 10  | CZE 14 | SM 8   | INP 11  | JPN 19  | AUS Ret | MAL 8   | VAL Ret |        |        | 16è | 45   |
| 2009 | 125cc     | Derbi     | QAT 11  | JPN 9  | ESP 9  | FRA 6  | ITA 19  | CAT 20  | NED 13  | GER 9    | GBR 8   | CZE 18  | INP 10 | SM 15  | POR 8   | AUS 12  | MAL 14  | VAL 11  |         |        |        | 13è | 70.5 |
| 2010 | Moto2     | Suter     | QAT 11  | ESP 13 | FRA 30 | ITA 16 | GBR 9   | NED 18  | CAT Ret | GER 8    | CZE 16  | INP 11  | SM 8   | ARA 7  | JPN 12  | MAL 8   | AUS 13  | POR 9   | VAL 9   |        |        | 15è | 74   |
| 2011 | Moto2     | Suter     | QAT 13  | ESP 28 | POR 4  | FRA 8  | CAT Ret | GBR 20  | NED 18  | ITA 11   | GER 12  | CZE 8   | INP 12 | SM 13  | ARA 9   | JPN 8   | AUS 12  | MAL 5   | VAL 3   |        |        | 8è  | 94   |
| 2012 | Moto2     | Suter     | QAT 18  | ESP 8  | POR 12 | FRA 14 | CAT 7   | GBR 9   | NED 7   | GER 10   | ITA 8   | INP 7   | CZE 14 | SM 6   | ARA 14  | JPN 10  | MAL 8   | AUS 4   | VAL 5   |        |        | 8è  | 114  |
| 2013 | Moto2     | Suter     | QAT 4   | AME 4  | ESP 8  | FRA 4  | ITA 10  | CAT 8   | NED 3   | GER 9    | INP 5   | CZE 13  | GBR 5  | SM 5   | ARA 13  | MAL 5   | AUS 6   | JPN 8   | VAL 10  |        |        | 5è  | 158  |
| 2014 | Moto2     | Suter     | QAT Ret | AME 3  | ARG 4  | ESP 2  | FRA 7   | ITA 5   | CAT 14  | NED 21   | GER 1   | INP 3   | CZE 5  | GBR 21 | SM 6    | ARA 6   | JPN 18  | AUS 8   | MAL 5   | VAL 6  |        | 5è  | 172  |
| 2015 | Moto2     | Kalex     | QAT 15  | AME 18 | ARG 13 | ESP 16 | FRA 10  | ITA 3   | CAT 9   | NED 12   | GER 10  | INP 4   | CZE 13 | GBR 13 | SM 24   | ARA Ret | JPN     | AUS     | MAL     | VAL WD |        | 17è | 62   |
| 2016 | Moto2     | Kalex     | QAT 5   | ARG 5  | AME 4  | ESP 8  | FRA 13  | ITA 10  | CAT Ret | NED 9    | GER 10  | AUT 10  | CZE 17 | GBR    | SM      | ARA 22  | JPN     | AUS     | MAL     | VAL    |        | 12è | 71   |
| 2017 | Moto2     | Suter     | QAT 11  | ARG 14 | AME 5  | ESP 7  | FRA 6   | ITA 7   | CAT 16  | NED 12   | GER Ret | CZE Ret | AUT 9  | GBR 10 | SM DSQ  | ARA 12  | JPN 9   | AUS 8   | MAL WD  | VAL 10 |        | 12è | 88   |
| 2018 | Moto2     | KTM       | QAT 15  | ARG 8  | AME 9  | ESP    | FRA     | ITA 12  | CAT 20  | NED 14   | GER 14  | CZE 17  | AUT 17 | GBR C  | SM 13   | ARA 21  | THA 16  | JPN 13  | AUS 6   | MAL 14 | VAL 11 | 17è | 47   |
| 2019 | Moto2     | MV Agusta | QAT 18  | ARG 20 | AME 14 | ESP 13 | FRA Ret | ITA 17  | CAT 16  | NED 9    | GER 20  | CZE 21  | AUT 17 | GBR 18 | SM 18   | ARA 19  | THA 16  | JPN 14  | AUS 27  | MAL 15 | VAL 12 | 22è | 19   |
| 2020 | MotoE     | Energica  | ESP 3   | ANC 1  | SM 3   | EMI1 1 | EMI2 16 | FRA1 14 | FRA2 4  |          |         |         |        |        |         |         |         |         |         |        |        | 3r  | 97   |
| 2020 | Moto2     | NTS       | QAT     | ESP    | ANC    | CZE 21 | AUT 12  | STY Ret | SM      | EMI      | CAT     | FRA     | ARA    | TER    | EUR     | VAL 20  |         |         |         |        |        | 28è | 4    |
| 2021 | MotoE     | Energica  | ESP 2   | FRA 4  | CAT 2  | NED 18 | AUT 3   | SM1 2   | SM2 12  |          |         |         |        |        |         |         |         |         |         |        |        | 2n  | 93   |
| 2022 | MotoE     | Energica  | ESP1 2  | ESP2 4 | FRA1 2 | FRA2 1 | ITA1 1  | ITA2 2  | NED1 1  | NED2 · 2 | AUT1 2  | AUT2 3  | SM1 2  | SM2 4  |         |         |         |         |         |        |        | 1r  | 227  |

 Només la meitat dels punts atorgats en haver-se completat menys de dos terços de la distància de la cursa (però almenys tres voltes completes).